# Elaphoglossum gramineum
Elaphoglossum gramineum là một loài thực vật có mạch trong họ Lomariopsidaceae. Loài này được (Jenman) Urb. mô tả khoa học đầu tiên năm 1902.